# Калюжино
Калюжино (укр. Калюжине) — село Павловском сельском совете, Кегичёвский район, Харьковская область, Украина.
Код КОАТУУ — 6323183702. Население по переписи 2001 года составляет 303 человека (151 мужчина, 152 женщины).

## Географическое положение
Село Калюжино находится в 4 км от реки Орель (правый берег) и в 2 км от истоков реки Богатая. На расстоянии в 2 км расположено село Павловка. Через село протекает пересыхающий ручей с запрудой. К селу примыкает небольшой лесной массив.

## Происхождение названия
С украинского калюжа переводится как «лужа».

## История
Село основано в 1816 году.

## Известные уроженцы
- Волошин, Андрей Максимович — Герой Советского Союза.

## Экономика
- Молочно-товарная и птице-товарная фермы.

## Объекты социальной сферы
- Клуб.

## Достопримечательности
- Братская могила советских воинов.